# دی‌سولفید هیدروژن
دی هیدروژن دی سولفید (به انگلیسی: Dihydrogen disulfide) یک ترکیب شیمیایی با شناسه پاب‌کم ۱۰۸۱۹۶ است. شکل ظاهری این ترکیب، مایع زرد است. 